# Струма (село)
Вижте пояснителната страница за други значения на Струма.
Стру̀ма е село в Югозападна България. То се намира в община Сандански, област Благоевград.

## Население

### Етнически състав
Преброяване на населението през 2011 г.
Численост и дял на етническите групи според преброяването на населението през 2011 г.:
|                     | Численост |
| Общо                | 598       |
| Българи             | 559       |
| Турци               | -         |
| Цигани              | -         |
| Други               | -         |
| Не се самоопределят | -         |
| Неотговорили        | 38        |

## География
Село Струма се намира в планински район.

## История
Село Струма възниква на днешното си географско място в резултат на миграция на отделни жители на село Кръстилци, които са решили да използват плодородните, макар и малки по размер, земеделски площи по поречието на река Струма и река Лебница. Този миграционен процес се засилва през първата половина и средата на XX век. Най-голям е притокът на преселници на новото място около масовизацията на ТКЗС през 1958-1959 година. На 22 ноември 1960 година населеното място Лебница (от с. Кръстилци) е признато за село Струма.
Струма е част от Неврокопска епархия на Българската православна църква-Българска патриаршия. В селото се намира единственият храм в България, посветен на свети Иларион, епископ Мъгленски.

## Личности
- Иван Илиев - дългогодишен учител и директор в местното училище „Васил Левски“, активен деятел на изследването и популяризирането на местния фолклор. Основава и дълго време ръководи самодеен ансамбъл за изворни народни песни, танци и обичаи.
- Кирил Джоров - футболист, играл в ПФК Черно море, футболист на ПФК Вихрен (2008 – 2009)